# Мария Мочидловска
Ма̀рия Мочидло̀вска, с родово име Гжимко̀вска (на полски: Maria Moczydłowska) е полски политик, депутат в Законодателния сейм (1919 – 1922) от листата на Националния народен съюз (ННС), феминистка, учителка, деятелка на обществено-образователни организации, кооперативна деятелка.

## Биография
Мария Гжимковска е родена на 4 октомври 1886 година в град Ломжа. Завършва седмокласно училище във Варшава, със специалност учител по аритметика. Работи като преподавателка в частни полски училища в Калиш, Ломжа и Варшава. Завършва нелегален курс за жени в Летящия университет. През 1905 година участва в революцията и ученическите стачки. Заедно със своя съпруг Мечислав Мочидловски работи в земеделското училище в село Лисков, близо до Калиш. Там си сътрудничи с кооперативния пропагандатор отец Вацлав Ближински, един от основателите на ННС. През 1913 година публикува книгата „Село Лисков“.
С подкрепата на отец Ближински Мария Мочидловска е избрана за депутат в Законодателния сейм (1919), като представителка на изборен окръг № 30 в Ченстохова. В Сейма изпълнява длъжността секретар на Клуба на ННС. Членка е на сеймовите комисии: защита на труда, образование и социална защита.
След 1922 година Мочидловска работи като организаторка на полските училища във Франция. Впоследствие участва в организирането на образование за възрастни във Варшава.
По време на Втората световна война се занимава с нелегално преподаване. След война се мести в град Сопот, където ръководи местния кооперативен кръг и работи по въпроса за равноправие на жените.
Мария Мочидловска умира на 26 април 1969 година в Сопот.